# Takakura
Takakura (japonsky 高倉天皇, Takakura-tennó, 20. září 1161 – 30. ledna 1181) byl osmdesátý císař Japonska v souladu s tradičním pořadím posloupnosti. Vládl od 9. dubna 1168 do své abdikace 18. března 1180.
Princ, jehož osobní jméno (imina) před nástupem na Chryzantémový trůn znělo Norihito (憲仁親王), byl čtvrtým synem 77. císaře Go-Širakawy a jeho manželky Šigeko Tairy (1142─1176). Byl tedy strýcem svého předchůdce císaře Rokudžóa. Jeho císařská manželka Tokuko Taira byla dcerou Kijomoriho Tairy a jeho konkubíny Tokiko Tairy (平 時子, 1126─1185), která se v bitvě u Dannoury vrhla s mladičkým císařem Antokuem do vod průlivu Kanmon (Šimonoseki), aby se Antoku nedostal do rukou nepřátelského rodu Minamoto.

## Události za Takakurova života

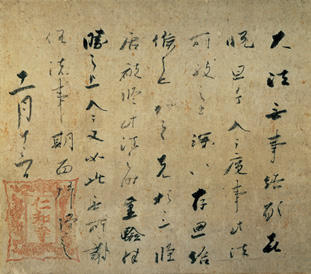
Jediná dochovaná listina psaná císařem Takakurou

Dne 9. dubna 1168 byl císař Rokudžó ve 3. roce svého panování sesazen bývalým císařem Go-Širakawou, který byl jeho dědem, a nástupnictví  (senso) obdržel jeho bratranec princ Norihito, Go-Širakawův sedmý syn. Ještě téhož dne princ Norihito údajně usedl na japonský trůn (sokui) a byl prohlášen za císaře.
Přestože byl Takakura formálně dosazen na trůn, veškeré vládní záležitosti ve skutečnosti řídili jeho otec Go-Širakawa a jeho tchán Kijomori Taira. Bývalý císař Go-Širakawa uplatňoval pravomoci, jež byly spjaty s ustálenými vzorci systému klášterní vlády a Kijomori Taira si jako prakticky regent dělal, co uznal za vhodné.
Roku 1172 se Takakurovou ženou stala dcera Kijomoriho Tairy Tokuko Taira (平 徳子, 1155─1214).
Dne 27. května 1177 rozvířil silný vítr požár v hlavním městě natolik, že císařský palác lehl popelem.
Dne 22. prosince 1178 porodila Takakurova žena, císařovna Tokuko, dědice trůnu prince Tokihita (言仁親王), pozdějšího císaře Antokua. V následujícím měsíci byl princ Tokihito prohlášen dědicem císaře Takakury.
Dne 18. března 1180 byl císař Takakura donucen odstoupit z Chryzantémového trůnu. Stalo se tak ve 12. roce jeho panování. Ještě téhož dne na trůn usedl roční princ Tokihito. Jeho korunovace proběhla přesně za dva měsíce, 18. května.
Počátkem července 1180 Vyrazil Kijomori Taira spolu s bývalými císaři Go-Širakawou a Takakurou a panujícím císařem Antokuem z Heian-kjó do města Fukuhara-kjó (dnes čtvrť Hjógo-ku ve městě Kóbe), kam Kijomori Taira přesunul hlavní město. Doprovázel je při tom ohromný průvod šlechticů a dvorních úředníků. V prosinci téhož roku se hlavním městem Heian-kjó přehnalo ničivé tornádo.
Dne 30. ledna 1181 zemřel ve věku 19 let bývalý císař Takakura.

## Rodina
Císařský princ Norihito neboli císař Takakura měl 7 manželek, s nimiž zplodil 4 syny a 3 dcery. Jeho prvorozený syn, císařský princ Tokihito (言仁親王), se posléze stal císařem Antokuem. Jeho čtvrtý syn, císařský princ Takahira (尊成親王), poté usedl na trůn jako císař Go-Toba.